# Oberon (mitologia)

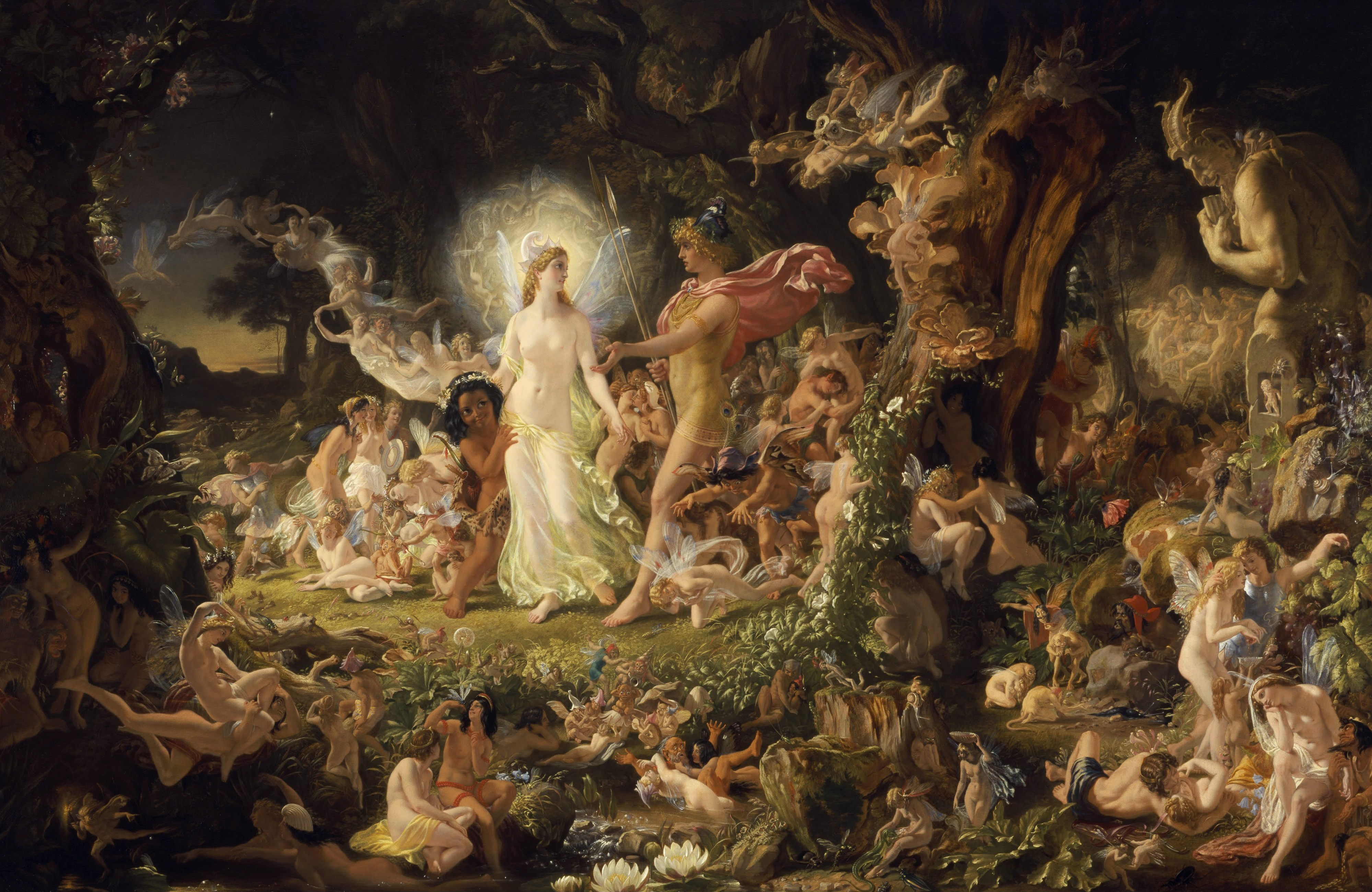
Lite di Oberon e Titania, di Joseph Noel Paton (1846)

Oberon (anche scritto Auberon) è un leggendario re delle fate nella letteratura medievale e rinascimentale. È conosciuto in particolare come personaggio della commedia di William Shakespeare Sogno di una notte di mezza estate, in cui è il consorte di Titania, regina delle fate.

## Il re delle fate
Il re delle fate, come figura mitologica, deriva probabilmente dal personaggio di Alberico (dall'alto tedesco antico alb-, “elfo” and -rîh- “re, comandante”), un mago presente nella storia leggendaria della dinastia merovingia. In essa, Alberico è il “fratello” ultraterreno di Meroveo (che diede il nome ai Merovingi) e vince per suo figlio maggiore Valberto la mano di una principessa di Costantinopoli. Nella Canzone dei Nibelunghi, un poema epico scritto all'inizio del XIII secolo, Alberico è di guardia al tesoro dei Nibelunghi, ma viene sconfitto da Sigfrido.
Secondo un'altra ipotesi, invece, la figura mitologica del re delle fate potrebbe provenire da Freyr o Ing, il tradizionale re degli elfi nella mitologia germanica.

## Lachanson de geste
Il nome di Oberon appare per la prima volta nella prima metà del XIII secolo, in una chanson de geste intitolata Les Prouesses et faitz du noble Huon de Bordeaux. Huon di Bordeaux, figlio di Seguin (conte di Bordeaux), ha davanti a sé una prova durissima: avendo ucciso per difendersi Carlo, figlio dell'imperatore del Sacro Romano Impero, deve presentarsi alla corte dell'emiro di Babilonia e guadagnarsi il perdono compiendo numerose imprese. Huon sta attraversando la foresta incantata dove vive, quando viene avvertito da un eremita di guardarsi dall'elfo Oberon. Tuttavia quando l'elfo gli si presenta davanti, per buone maniere Huon risponde al suo saluto e gli racconta la prova che lo attende; ottiene così il suo aiuto, grazie al quale, alla fine, riuscirà a portare a termine il proprio compito. In questa storia Oberon è definito figlio di Morgana e Giulio Cesare e possiede oggetti magici di origine celtica, come una coppa (simile al Santo Graal) in grado di fornire quantità illimitate di vino e cibi solidi.
Tale chanson de geste era basata su fatti realmente avvenuti quattro secoli prima, infatti Seguin, conte di Bordeaux, è un personaggio storico, inoltre Carlo III il Bambino, un figlio di Carlo il Calvo, morì nell'866 per le ferite inflitte da un certo Aubouin in circostanze simili a quelle del Carlo della chanson de geste. Vi sono anche altri manoscritti che raccontano la vicenda e versioni francesi posteriori.
Shakespeare lesse o ebbe notizia della chanson de geste attraverso la traduzione di John Bourchier, Lord Berners (1540 circa), intitolata Huon of Burdeuxe. Inoltre dal diario di Philip Henslowe risulta una rappresentazione teatrale intitolata Hewen of Burdocize, messa in scena a Londra il 28 dicembre 1593.

## Sogno di una notte di mezza estate
Oberon, re delle fate, sta litigando con la moglie Titania a proposito di un bambino. Oberon vorrebbe farne il suo paggio, ma Titania è contraria, perché si tratta del figlio di una sua amica mortale ormai deceduta. La potenza dei due è tale che il loro litigio influenza persino il tempo atmosferico, scatenando tempeste ed inondazioni. Furioso per il rifiuto ricevuto, Oberon versa negli occhi di Titania addormentata il succo di un fiore magico che la farà innamorare della prima persona che vedrà al suo risveglio.
Titania si sveglia e si innamora di Bottom, un tessitore che ha la testa d'asino, a causa di un sortilegio di Puck. Intanto, quattro personaggi entrano nella foresta: Ermia e Lisandro (una coppia di amanti), Demetrio (innamorato di Ermia) ed Elena (innamorata di Demetrio). Oberon vede Demetrio respingere Elena, per cui decide di mandare Puck a mettere del succo negli occhi di Demetrio, in modo che lui si innamori di lei. Puck per errore dà il succo prima a Lisandro poi a Demetrio, sicché Elena si ritrova amata da due uomini e scoppia un momento di gran confusione.
Puck alla fine ammette il suo errore, così la trama si avvia allo scioglimento: Demetrio si rende conto di essere, dopotutto, veramente innamorato di Elena, ed Oberon, nel guardare Titania ed il suo amante Bottom, si sente in colpa per ciò che ha fatto. Decide allora di annullare gli effetti del succo ed al risveglio di Titania i due si riabbracciano.

## Altri riferimenti storici
- Oberon è un personaggio in The Scottish History of James IV, una commedia scritta nel 1590 circa da Robert Greene.
- Nel 1610, Ben Jonson scrisse un masque intitolato Oberon, il principe magico, che fu recitato da Enrico Federico Stuart, principe di Galles, alla corte inglese il giorno di Capodanno del 1611.
- Oberon e Titania sono protagonisti dell'opera danese Ogier il Danese del 1789, con musica di F. L.Æ. Kunzen e libretto di Jens Baggesen.
- L'opera Oberon, König der Elfen, musica di Paul Wranitzky e libretto di Karl Ludwig Giesecke debuttò a Vienna nel 1789. Fu eseguita in occasione dell'incoronazione di Leopoldo II a Francoforte nel 1790, e numerose altre volte in tutta Europa.
- Il lavoro di Wranitzky venne poi sostituito dall'opera Oberon di Carl Maria von Weber, scritta a partire da una poesia di Christoph Martin Wieland, che debuttò alla Royal Opera House di Londra nel 1826.
- Goethe riprese i due personaggi di Shakespeare per il suo Faust (1831): Oberon è il marito di Titania e la coppia sta celebrando le nozze d'oro.
- Il nome Oberon è stato assegnato a uno dei più grandi satelliti del pianeta Urano, come omaggio al personaggio di Shakespeare.